# Rhagades pruni
Rhagades pruni là một loài bướm đêm thuộc họ Zygaenidae. Nó được tìm thấy ở hầu hết châu Âu (ngoại trừ quần đảo Anh) tới Đông Á, bao gồm Nhật Bản.
Chiều dài cánh trước khoảng 10–12 mm đối với con đực và 8-11 đối với con cái.
Ấu trùng ăn Vaccinium uliginosum, Calluna vulgaris và Andromeda polifolia.

## Phụ loài
- Rhagades pruni pruni
- Rhagades pruni callunae Spuler, 1906

## Hình ảnh

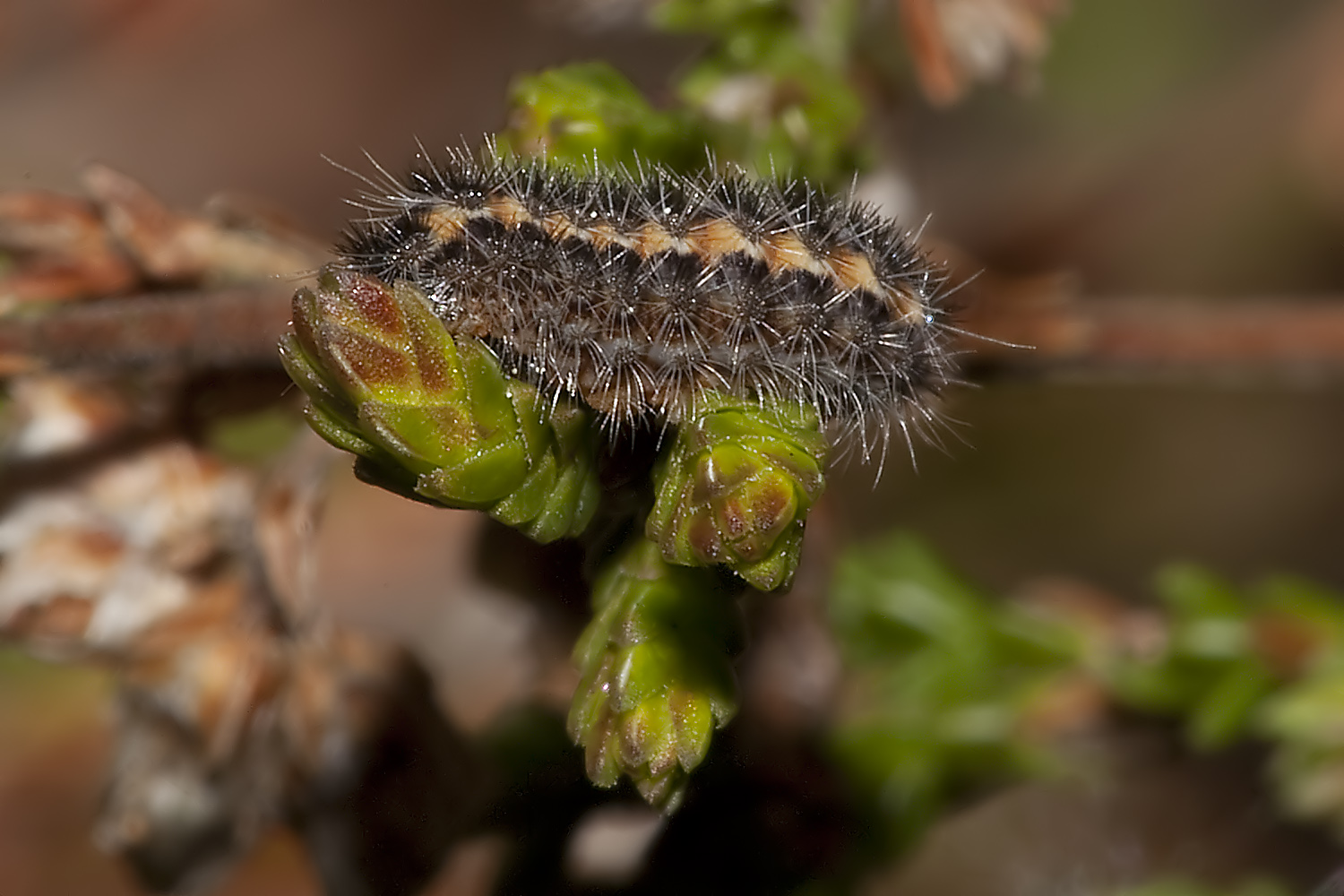
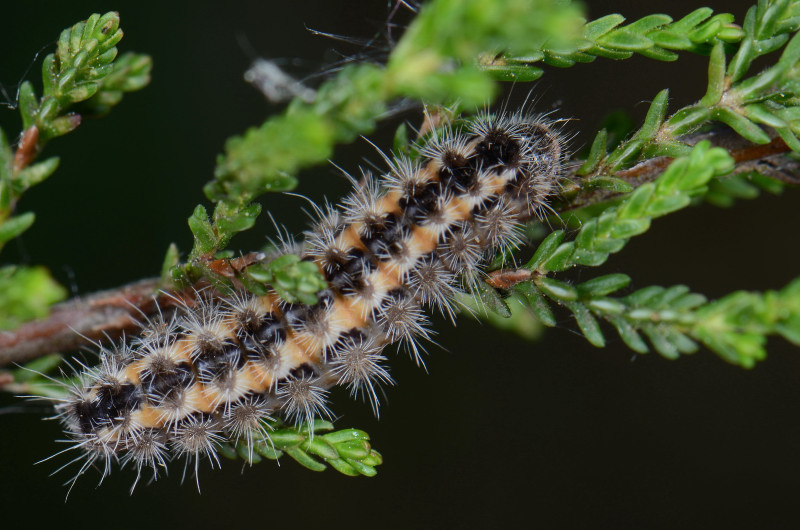
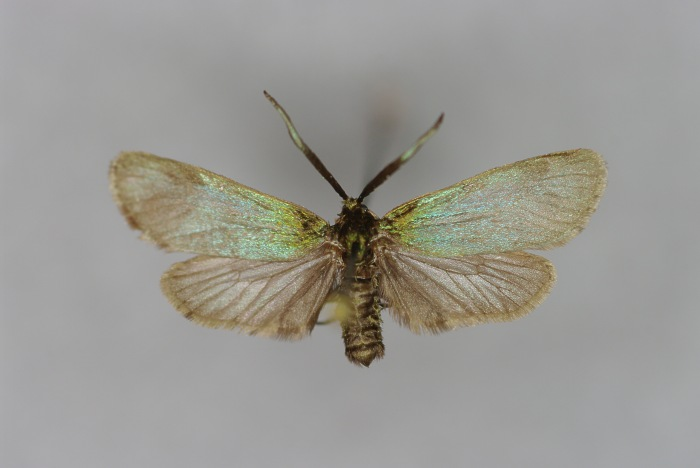